# إدارة أوكوتيبيكي
إدارة أوكوتيبيكي (بالإسبانية: Departamento de Ocotepeque)‏ هي إدارة من إدارات هندوراس الـ18 وعاصمتها نويفا أوكوتيبيكي. تقع الإدارة غرب هندوراس وتتاخم الحدود مع السلفادور وغواتيمالا، وتحدها إداراتا كوبان ولمبيرا. تبلغ مساحة الإدارة 1630 كيلومترًا مربعًا، ومعظمها مناطق جبلية. بلغ عدد سكانها 151,516 نسمة وفق إحصائيات عام 2013.

## الاقتصاد
بلغ الناتج الإجمالي الاسمي للإدارة 500 مليون دولار أمريكي في عام 2023، الأنشطة الاقتصادية الرئيسية هي الزراعية، بما في ذلك زراعة القهوة والذرة والملفوف وقصب السكر والبصل، نظرًا لموقعها المناسب على بعد بضعة كيلومترات فقط من الحدود مع السلفادور، وغواتيمالا، تتمتع أوكوتيبيكي بميزة اقتصادية تتمثل في كونها مركزًا تجاريًا بين ثلاثة بلدان، وقد استغلت العصابات الإجرامية هذه الميزة سابقا لتهريب المخدرات والأسلحة بين البلدان الثلاث.